# Терци, Оттобоне
Оттобоне Терци или Терцо (итал. Ottobono Terzi или Terzo; 2-я пол. XIV века, Парма — 1409, Реджо-нель-Эмилия) — тиран Пармы с 1404 по 1409 год.

## Биография
Служил у Джан Галеаццо Висконти, после смерти которого решил создать себе самостоятельное государство.
В 1404 году овладел Пармой и казнил там свыше 300 человек из партии гвельфов. Немного спустя он завладел также Пьяченцой и Реджио, но в 1406 году был принужден оставить Пьяченцу, когда Филиппо Мария Висконти послал против него своего генерала Фачино Кассе.
В следующем году Терци разбил Кассе, и в его руках оказалась большая часть Ломбардии. Его жестокость, однако, возбудила против него ненависть во всей Италии. Против него составилась лига, в которой приняли участие миланский герцог Джан Мария Висконти и сеньоры Мантуи, Брешии и Кремоны.
Терци принужден был просить мира, так как не надеялся на верность своих солдат, но во время переговоров был убит Аттендоло Сфорцой (1409), а труп его предоставлен неистовствам черни в Модене.